# 夏儒
夏儒（1512年10月25日—？），字汝醇，號海橋，直隸鎮江府丹徒縣人，軍籍，明朝政治人物。

## 生平
嘉靖十九年（1540年）庚子科應天府鄉試第七十二名舉人。嘉靖三十二年（1553年）中式癸丑科會試第三百二十名，三甲第一百八十六名進士。户部观政，授浙江鄞县知县，升南京户部主事、员外郎。

## 家族
曾祖夏珪；祖父夏珍；父夏鸞，母徐氏。兄夏伟、夏仁、弟夏僎、夏信、夏儲、夏寵、夏儀、夏宥、夏儼、夏寶、夏閣。

## 延伸阅读
[在维基数据编辑]